# Arisbe (Tochter des Merops)
Arisbe (altgriechisch Ἀρίσβη Arísbē), Tochter des Merops Perkosios, war in der griechischen Mythologie die erste Gattin des Priamos.
Die beiden hatten einen Sohn, Aisakos. Dieser war ein Seher, wie sein Großvater Merops. Um neu zu heiraten, gab Priamos seine Gattin dem Hyrtakos, mit dem sie den Sohn Asios zeugte, der vor Troja von Idomeneus getötet wurde.
Nach ihr war die Stadt Arisbe in der Troas benannt.
Nach Stephanos von Byzanz war sie die erste Gemahlin des Paris.